# Rezoluția 710 a Consiliului de Securitate al ONU
Rezoluția 710 a Consiliului de Securitate al Organizației Națiunilor Unite, adoptată fără vot la 12 septembrie 1991, după examinarea cererii de aderare a Republicii Letonia și cercetarea raportului întocmit de Comitetul pentru admiterea de noi membri, a recomandat Adunării Generale admiterea Letoniei ca stat membru al Organizației Națiunilor Unite.

## Efect
Adunarea Generală a admis Letonia ca stat membru al Organizației Națiunilor Unite la 17 septembrie 1991, prin Rezoluția 46/5.